# Sileno Passalacqua
Sileno Passalacqua (Borgo a Buggiano, 29 marzo 1949) è un ex calciatore italiano, di ruolo attaccante.

## Carriera
Ala destra brevilinea, molto tecnica, Passalacqua vanta due brevi trascorsi in Serie A ad inizio e fine carriera, rispettivamente con la Fiorentina nella stagione 1967-1968 (una presenza) e, a distanza di ben tredici anni, con il Perugia (9 presenze nella stagione 1980-1981). In mezzo, una carriera trascorsa prevalentemente in Serie B, con due lunghi periodi con le maglie di Reggiana (sei stagioni in B e due in C) e Ternana. È stato il primo calciatore professionista italiano a eseguire un rigore con il "cucchiaio", nella partita Ternana-Genoa 3-0 disputata il 7 ottobre 1979. In carriera ha totalizzato complessivamente 10 presenze in Serie A e 252 presenze e 32 reti in Serie B.. Cessata l'attività agonistica, ha intrapreso quella di allenatore nelle serie dilettantistiche.

## Palmarès

### Giocatore

#### Competizioni nazionali
- Campionato italiano Serie C: 1

Reggiana: 1970-1971 (girone A)

#### Competizioni regionali
- Seconda Categoria: 1

Borgo a Buggiano: 1984-1985